# موسى بن أبي العافية
موسى بن أبي العافية قائد عسكري ينتمى إلى قبيلة زناتة، حكم فاس وطنجة وتازة وتسول وكثير من أعمال المغرب. أجلى ابن أبي العافية الأدارسة بعد أن ملك فاس، كما ناهض دعوة العبيديين في المغرب، وتحالف مع عبد الرحمن الناصر لدين الله لمجابهتهم. لما علم عبيد الله المهدي بالتحالف سيّر جيشًا بقيادة حميد بن تيسيل الكتامي استطاع هزيمة ابن أبي العافية، الذي هرب إلى تسول، ولم يعد إلى فاس إلا بعد أن غادرها الكتامي. لم يلبث الفاطمي أن يرسل جيشًا آخر بقيادة الفتى ميسور الشيعي، الذي أجلى ابن أبي العافية عن فاس. ظل ابن أبي العافية شريدًا حتى مقتله عام 341 هـ، في بعض بلاد ملوية.

## نسبه
هو موسى بن أبى العافية بن أبى بسال بن أبى الضحاك المكناسى مؤسس الإمارة المكناسية بمراكش كان يمتاز بالشجاعة والدهاء.

## حربه مع الأدارسة
في سنة 311 هـ نازل الحسن بن محمد بن القاسم بن إِدريس المكنى بالحجام فإنهزم هذا الأخير وفر إلى فاس لكن عامله حامد بن حمدان انقلب عليه وأسره وسلم فاس لموسى، ولما دخل فاس أراد قتل الحجام لكن حامد ماطله وراوغه إلى أن استطاع تهريبه، وطرد ابن أبي العافية الأدارسة وحاصرهم بقلعة حجر النسر وأراد الفتك بهم لكن أكابر دولته نهوه عن ذلك فجعل عليهم قائده أبو الفتح التسولي ليمنعهم من التصرف وذلك في سنة 317 هـ.
ثم ولى ابنه مدين بن موسى على المغرب الأقصى واتجه إلى تلمسان وقد كان عليها الحسن بن أبي العيش بن عيسى من ذرية سليمان أخ إدريس الأول. فاستولى عليها سنة 319 هـ. وقد صار في ملكه سنة (317 هـ = 929 م) من أحواز تيهرت إلى السوس الأقصى.

## انقلابه على الفاطميين
كان موسى بن أبي العافية يدعو للعبيديين ثم انقلب على الشيعة وخطب للناصر الأموي على منابره فأرسل له حاكم إفريقية عبيد الله المهدي قائده حميد بن يصليتن فباغته ابن يصليتن وغلبه ففر ابن أبي موسى إلى بلاد تسول فالتحق به ابنه مدين بعد أن احتل قائد الفاطميين فاس، وذلك سنة 321 هـ.
بعد هزيمة موسى أعاد الفاطميون تولية حامد بن حمدون على فاس فبقي بها إلى أن غدر به أحمد بن بكر بن سهل بن عبد الرحمن الجذامي فقطع رأسه وبعثه لابن أبي العافية، فعاد له أمر فاس سنة 322 هـ.  لكن الفاطميين جهزوا جيشا بقيادة ميسور الخصي وبعد استيلائه على فاس طرد موسى إلى نواحي ملوية

## وفاته
بعد هزيمته انتقل إلى نواحي ملوية وبقي هناك إلى أن قتل سنة 341هـ وقيل توفي لما كان ابنه مدين في حصار فاس سنة 327هـ.